# Siphonoperla lepineyi
Siphonoperla lepineyi är en bäcksländeart som först beskrevs av Luisa Eugenia Navas 1935.  Siphonoperla lepineyi ingår i släktet Siphonoperla och familjen blekbäcksländor. Inga underarter finns listade i Catalogue of Life.